# Udall (Kansas)
Udall è un comune degli Stati Uniti d'America, situato nello Stato del Kansas, nella Contea di Cowley.